# Zelotes pseustes
Zelotes pseustes este o specie de păianjeni din genul Zelotes, familia Gnaphosidae, descrisă de Chamberlin în anul 1922. Conform Catalogue of Life specia Zelotes pseustes nu are subspecii cunoscute.